# Szemerédy Károly
Szemerédy Károly (Budapest, 1979. október 28. –) operaénekes (bariton). A budapesti Opera mellett rendszeres közreműködője az európai operaházaknak, fesztiváloknak. Több nemzetközi énekversenyen szerepelt sikerrel.

## Élete
11 éves korában a Magyar Állami Operaház Gyermekkarának lett tagja. Énektanulmányait is itt kezdte László Margit növendékeként, majd a Madridi Énekakadémián (Escuela Superior de Canto de Madrid) folytatta, ahol Manuel Cid volt az énekmestere. Technikáját olyan kiváló énekesek kurzusain csiszolta mint például Teresa Berganza, Roberto Scandiuzzi, vagy Raul Jimenez.
2008-ban első helyezést ért el a madridi Maestro Guererro Nemzetközi Énekversenyen, majd döntős volt a Hans Gabor Belvedere dalversenyen Bécsben. Ugyanebben az évben, a kanadai Quebecben, a világ legjelentősebb szakmai megmérettetésén, a Plácido Domingo nevével fémjelzett Operalián saját hangneme legjobbjaként harmadik helyezett lett. Magyarországon egy televíziós műsor keretében elnyerte az Év hangja címet. Tehetségére hamar felfigyeltek a világ más tájain is.
A Madridi Operaházban (Teatro Real) már igen fiatalon bemutatkozott. 2007-ben a Borisz Godunovval debütált Levickij szerepében, majd szerepelt többek között Puccini Toscájában (Sciarrone), az Elektrában (Oresztész tanítója), a Sevillai borbély Don Basiliojaként, a Jenufa-ban Starek szerepében, továbbá Villotto-ként, a La vera costanza című operában és az Andrea Chénierben Schmidtként.
Énekelt Limában a La Traviata-ban mint Georges Germont, az amszterdami Concertgebouw-ben a Caterina Cornaro Andrea Cornaro-jaként, Valenciában a Palau de les Artes színpadán a Salome-ben. Varsóban a Teatr Wielki színpadán a Figaró házasságában énekelte nagy sikerrel Almaviva gróf szerepét, valamint itt debütált a később Európa-szerte sikerrel alakított Escamilloként, a Carmenben. Ezt a szerepét a velencei Teatro La Fenicében és a torinói Teatro di Regióban is énekelte.
Visszatérhetett kezdeti sikereinek helyszínére, Madridba, ahol a Borisz Godunovban Nyikityicsként lépett a közönség elé, később ezzel a szerepével a müncheni Staatsoper színpadára is eljutott. Lyonban (Opera de Lyon) is bemutatkozott A ravasz rókácska (Janáček) című operában, Harašta szerepében. Az elmúlt év kiemelkedő eseménye volt a Perui Operafesztiválon való szereplése, ahol a Tell Vilmos címszerepe hozott számára átütő sikert Juan Diego Flórez partnereként.
Pályafutása során olyan nagy karmesterekkel dolgozott már együtt, mint Jesus López Cobos, Renato Palumbo, Hartmut Haenchen, Kent Nagano, Semyon Bychkov, vagy Zubin Mehta.
A jelentős operaszerepek mellett a világ számos pontján vett részt fesztiválokon és adott koncerteket, melyek között olyan híres helyszínek is szerepeltek, mint a Segoviai Fesztivál, a Granadai Nemzetközi Zene- és Táncfesztivál, a Toledói Nemzetközi Fesztivál, a San Sebastiani Operafesztivál, valamint olyan különlegességek is, mint egy perui, vagy egy ghánai koncert. Ezek mellett számos előadása volt Magyarországon, Romániában, Portugáliában, Spanyolországban, és Olaszországban.
A 2013-as év egy jelentős elismerést is hozott a számára. Az Opera-Cittá di Mondovi díját, az év feltörekvő fiatal tehetségeként vehette át Ruggero Raimondi kísérőjeként, aki ugyanitt életműdíjat kapott.

## Szerepei
- Bartók: A kékszakállú herceg vára — A Kékszakállú
- Beethoven: Fidelio — Don Fernando
- Bizet: Carmen — Escamillo
- Britten: Peter Grimes — Swallow
- Csajkovszkij: A pikk dáma — Jeleckij herceg
- Dvořák: Ruszalka — A vizimanó
- Erkel: Bánk bán — Petúr bán
- Giordano: André Chénier — Schmidt
- Goldmark: Sába királynője — Salamon király
- Henze: A bacchánsnők — A királyi gárda parancsnoka
- Janáček: Jenůfa — Idősebb molnárlegény
- Janáček: A Makropulos-ügy — Dr. Kolenatý
- Janáček: A ravasz rókácska kalandjai — Harašta
- Mascagni: Parasztbecsület — Alfio
- Meyerbeer: A hugenották — Nevers grófja
- Mozart: Figaro lakodalma — Almaviva gróf
- Muszorgszkij: Borisz Godunov — Levickij; Nyikityics
- Puccini: Tosca — Sciarrone
- Puccini: A köpeny — Michele
- Puccini: Gianni Schicchi — címszerep
- Rossini: A sevillai borbély — Don Basilio
- Rossini: Tell Vilmos — címszerep
- Richard Strauss: Salome — Jochanaán
- Richard Strauss: Elektra — Oresztész; Oresztész ápolója
- Szokolay Sándor: Vérnász — Leonardo
- Verdi: La Traviata — Georges Germont
- Richard Wagner: Istenek alkonya — Gunther

## Díjai, elismerései
- 2016 — „Legjobb produkció” az Armel Operaverseny és Fesztiválon a Kékszakállú herceg váráért[4]
- 2023 – Magyar Arany Érdemkereszt

## Felvételei

### CD
- Goldmark Károly: Sába királynője — Salamon király (Jin Seok Lee [Főpap], Irma Mihelić [Szulamit], Nuttaporn Thammathi [Asszád], Katerina Hebelková [Sába királynője] stb.; Freiburgi Színház Énekkara, Freiburgi Zeneművészeti Főiskola Énekegyüttese, Freiburgi Filharmonikus Zenekar, vezényel: Fabrice Bollon) (2015) cpo 555013-2

### DVD
- Leoš Janáček: Jenůfa — Idősebb molnárlegény (Mette Ejsing, Miroslav Dvorský [Laca Klemen], Amanda Roocroft [Jenůfa], Deborah Polaski [Kostelnička Buryja] stb.; a madridi Teatro Real Ének- és Zenekara, vezényel: Ivor Bolton, rendezte: Stéphane Braunschweig) (2009) Opus Arte blu-ray: OABD 7089D, DVD: OA1055D